# Brasemblei
De Brasemblei (Ballerus ballerus) is een  straalvinnige vissensoort uit de familie van de karpers (Cyprinidae). De wetenschappelijke naam van de soort is gepubliceerd in 1758 door Linnaeus in de tiende editie van Systema naturae
De soort staat op de Rode Lijst van de IUCN als niet bedreigd, beoordelingsjaar 2010.

Brasemblei in de Iconographia Zoologica door Bloch (1774-1804)